# Bozo (périodique)
Pour les articles homonymes, voir Bozo.
Bozo est une revue de l'éditeur de Petit format Aventures & Voyages qui a eu  
18 numéros de juin 1975 à novembre 1976. Mensuel jusqu'au n°16 puis trimestriel jusqu'à sa fin, le magazine avait un format 17x25 cm de 52 pages en couleurs. Il reprenait les aventures du clown héros du dessin animé de la télévision, Bozo le clown. Dans chaque numéro, il y avait également plusieurs autres histoires.

## Séries
- Bozo le clown de Larry Harmon : no 1 à 18
- Minitrick de Serrat : no 1 à 17
- Pon-Pon de Carlo Chendi et Luciano Bottaro : no 1 à 17
- Zim-Boum : no 1 à 17